# Díocles (matemàtic)
Díocles (grec antic: Διοκλῆς, llatí: Dĭŏclēs) fou un matemàtic de l'antiga Grècia que va viure entre el segle iii aC i el segle ii aC i va escriure una obra sobre els miralls ustoris (περὶ πύριων), una obra perduda però llargament citada per Eutoci, en la qual parlava, entre altres coses, del seu mètode de dividir una esfera per un pla en un radi donat.
És conegut sobretot per un extracte que també dona Eutoci sobre la manera de resoldre el problema de la corba generada per la suma dels vectors posició de dues corbes donades, sistema conegut per Cissoide un mètode després ben utilitzat dels geòmetres.

## Vida i obra
Encara que se sap poc de la vida de Díocles, se sap que va ser contemporani d'Apol·loni de Perge i que va viure entre finals del segle iii aC i principis del segle ii aC.
Es creu que Díocles va ser la primera persona que va demostrar la propietat focal de la paràbola. El seu nom està associat a la corba geomètrica anomenada Cissoide de Díocles, que va ser utilitzada per Díocles per resoldre el problema de la duplicació del cub. La corba va ser al·ludida per Procle en el seu comentari sobre el llibre I dels Elements d'Euclides dient que va ser atribuïda a Díocles per Gemí de Rodes ja a començament del segle i.

Cissoide de Díocles

Eutoci va conservar fragments de l'obra de Díocles titulada Sobre miralls ustoris al seu comentari d'Arquimedes Sobre l'esfera i el cilindre, obra que també sobreviu en una traducció àrab de l'original grec perdut, titulada Kitāb Dhiyūqlīs fī l-marāyā l-muḥriqa ('El llibre de Díocles sobre miralls ustoris').
Històricament, aquest llibre va tenir una gran influència en els matemàtics àrabs, especialment en Ibn al-Hàytham, el polímata del segle xi del Caire, a qui els europeus coneixien com Alhazen. El tractat conté setze proposicions que es demostren per seccions còniques. Un dels fragments conté les proposicions set i vuit, que és una solució al problema de dividir una esfera per un pla de manera que els dos volums resultants estiguin en una proporció determinada. La proposició deu dona una solució al problema de la duplicació del cub (això equival a resoldre una determinada equació cúbica). Un altre fragment conté les proposicions onze i dotze, que utilitzen el cissoide per resoldre el problema de trobar dues proporcionals mitjanes entre dues magnituds. Atès que aquest tractat tracta més temes que només els miralls ustoris, pot ser el cas que el llibre Sobre els miralls ustoris sigui el conjunt de tres obres més breus de Díocles. En el mateix treball, Díocles, just després de demostrar que el mirall parabòlic podia enfocar els raigs en un sol punt, va esmentar que és possible obtenir una lent amb la mateixa propietat.